# 4454 Kumiko
4454 Kumiko este un asteroid din centura principală, descoperit pe 2 noiembrie 1988 de Seiji Ueda și Hiroshi Kaneda.